# 宗福邦
宗福邦（1936年3月—），廣東省广州人，中華人民共和國语言学家，从事音韵、训诂研究和辞书编纂工作，曾任武汉大学人文社科教授，博士生导师、国务院古籍整理出版规划领导小组成员、教育部全国高校古籍整理研究工作委员会委员、文化部全国古籍保护工作专家委员会委员。其曾参与《汉语大字典》、《中华大典·音韵分典》、《故训汇纂》等書籍的编纂工作。